# Taisha Abelar
Taisha Abelar, Geburtsname Annamaria Simko (* 1944; 1998 verschollen), war eine amerikanische New-Age-Schriftstellerin und Weggefährtin von Carlos Castaneda.

## Bedeutung
Taisha Abelar war eine Weggefährtin von Carlos Castaneda von Anfang der 1970er Jahre bis zu seinem Tod. Sie war als eine der Brujas (spanisch für Hexen, Zauberin) bekannt, eine Eigenbezeichnung, die in der Gruppe um Castañeda in den frühen 1990ern aufkam. Als Teil dieses inneren Zirkels war sie maßgeblich an der Entwicklung und Verbreitung sowie gewerblichen Nutzung spiritueller bzw. esoterischer Praktiken beteiligt, die angeblich auf indigenem Wissen beruhten.
Ihr 1992 erschienenes Buch The Sorcerer’s Crossing wurde aus dem Amerikanischen in 17 Sprachen übersetzt.

## Leben und Wirken
Simko lernte Carlos Castaneda kennen, als sie neunzehn Jahre alt war und an der University of California in Los Angeles studierte, wo sie  ihren Master in Anthropologie erwarb.
In einer Arbeit aus dem Jahre 1970 mit dem Titel Death and the Hereafter geht sie in ihrer Analyse der Todesvorstellungen der Tibeter dem Thema der Erfahrungen von Menschen mit den Toten nach.
Sie selbst schildert, dass sie in den 1960er Jahren bei einer Wanderung in den Bergen von Tucson einer „Zauberin“ (sorceress) begegnet sei. Sie sei zu dem Haus der Frau in Sonora in Mexiko gereist, um dort zu leben, und es habe sich herausgestellt, dass sie zu derselben Familie von „Zauberern“ gehört habe, die Castaneda unterrichteten.
Im Jahre 1973 kaufte Castaneda ein Anwesen in der Pandora Avenue in Westwood, Los Angeles, und bald darauf zogen Simko sowie Regine Thal und Kathleen Pohlman, die sich später kollektiv las brujas nannten, dort ein. Im Einklang mit Castanedas Philosophie, „die persönliche Geschichte auszulöschen“, änderten sie ihre Namen. Annamaria Simko wurde zu Taisha Abelar.
Am 5. September 1974 gründete die Gruppe die Firma „Hermeneutics Unlimited“ (später umbenannt in „Laugan Productions, Inc.“). Der Zweck der Firma war in den Firmengründungspapieren mit „production of documentary ethnology“ angegeben worden.
In den 1990er Jahren entwickelte die Gruppe um Castaneda spezifische körperliche Bewegungsübungen, die angeblich auf die „Zauberer des alten Mexiko“ zurückgehen sollten, und nannte sie „Tensegrity“. Sie begannen im Jahr 1993, diese Praxis zu unterrichten. Die Seminare fanden unter anderem in Mexiko, Europa und den USA statt. In einem Interview mit dem kanadischen New-Age-Autor Alexander Blair-Ewart bezeichnete Taisha Abelar die Übungen „als sehr, sehr alte Technik“. Es sei die „grundlegendste Technik der Zauberei“. Dabei gehe es um das „Auslöschen der Vorstellung vom Selbst oder was immer das Selbst sein mag, im Sinne eines Auslöschens all der Erinnerungen und Verbindungen, die man während seines Lebens hatte beziehungsweise eingegangen ist“. Um für die Workshops zu werben und sie zu organisieren, wurde 1995 Cleargreen Inc. gegründet.
Taisha Abelar verschwand 1998 nach Castanedas Tod. Nach anderen Quellen lebt sie zurückgezogen in Mexiko.

## Rezeption
Im Jahr 1992, als Abelars Buch The Sorcerer’s Crossing erschien, wurde es in dem amerikanischen Magazin für Literaturkritik Kirkus Reviews rezensiert. Es sei ein „faszinierender, wenn auch unglaublich klingender Bericht über die Ausbildung der Anthropologin Abelar durch dieselbe mysteriöse Zaubererfamilie, aus der angeblich Carlos Castaneda hervorgegangen ist“.
Die amerikanische feministische Autorin Barbara G. Walker besprach es 1994 in dem vom Committee for Skeptical Inquiry herausgegebenen Magazin Skeptical Inquirer. Abelar mache die Leser glauben, dass eine Fremde namens Clara eines Tages zu ihr in die Wüste von Arizona gekommen sei und sie eingeladen habe, ihr in die 400 Meilen entfernte mexikanische Wildnis zu folgen. Was sie dort über mehrere Monate hielt, sei eine Art „schamanische Initiation“ gewesen. Unter der Führung der „selbsternannten Guru Clara“ sei Abelar einer „Lehre“ unterworfen gewesen, in der sie Tricksereien, Demütigungen und Verwirrung ausgesetzt gewesen sei. Das Buch sei ein Produkt der Schule Castanedas mit einem Vorwort von ihm selbst. Es sei veröffentlicht worden, um den unersättlichen Markt im Genre schamanische Reisen zu füttern.
Die amerikanische Kulturanthropologin Lisa Aldred schrieb 2000, es seien in der New-Age-Bewegung eine Reihe von Euro-Amerikanern aufgetaucht, die behaupteten, von „authentischen Medizinleuten der amerikanischen Ureinwohner“ als Mentoren betreut zu werden. Sie schrieben, so Aldred, Bestseller und leiteten teure Workshops mit dem Anspruch, ihren Kunden beizubringen, „wie man die Spiritualität der amerikanischen Ureinwohner praktiziert“. Zu diesen Autoren zählt Aldred auch Taisha Abelar. Aktivisten der amerikanischen Ureinwohner würden die Werke dieser „Plastik-Schamanen“ wegen ihrer Trivialisierung und Kommerzialisierung der indigenen Spiritualität stark kritisieren.
Die Traumatherapeutin Ingrid Olbricht berichtet in ihrem Buch Wege aus der Angst. Gewalt gegen Frauen (2004), dass ihre Therapie-Technik „TRIMB“ auf einer Methode beruhe, die Taisha Abelar in Die Zauberin (The Sorcerer’s Crossing) beschrieben hat. Olbricht glaubte, dass diese Technik „ursprünglich von den mittelamerikanischen Indianern“ stammte. Dabei handelt es sich laut Ellen Spangenberg um eine spezifische Art zu atmen, die Abelar als „Fege-Atmen“ bezeichnete, bei der es darum gehe, belastende Erinnerungen mit der Atmung und einer simultanen Kopfbewegung „quasi sauber zu fegen“. Taisha Abelar beschreibe diese Atemtechnik ausführlich.

## Schriften
- Death and the Hereafter: The Structuring of Immaterial Reality. OMEGA – Journal of Death and Dying, (1970) 1(2), 121–135. https://doi.org/10.2190/MJF8-W2Y3-C9PM-AMYF
- The Sorcerer’s Crossing: A Woman’s Journey. Viking Press, New York 1992, ISBN 978-0-670-84272-8, auf archive.org 
  - Die Zauberin: Die magische Reise einer Frau auf dem toltekischen Weg des Wissens. Fischer Taschenbuch, Frankfurt am Main 2003, ISBN 978-3-596-13304-8
- Stalking with the Double, 1997, unveröffentlichtes Manuskript, (restored version, archive.org)